# Catedral de Burgos
A Catedral de Burgos é uma catedral dedicada à Virgem Maria. Sua construção começou em 1221, seguindo os padrões góticos franceses, mas também segue a tradição germânica, especialmente nas agulhas de pedra perfuradas e ornamentação geométrica.

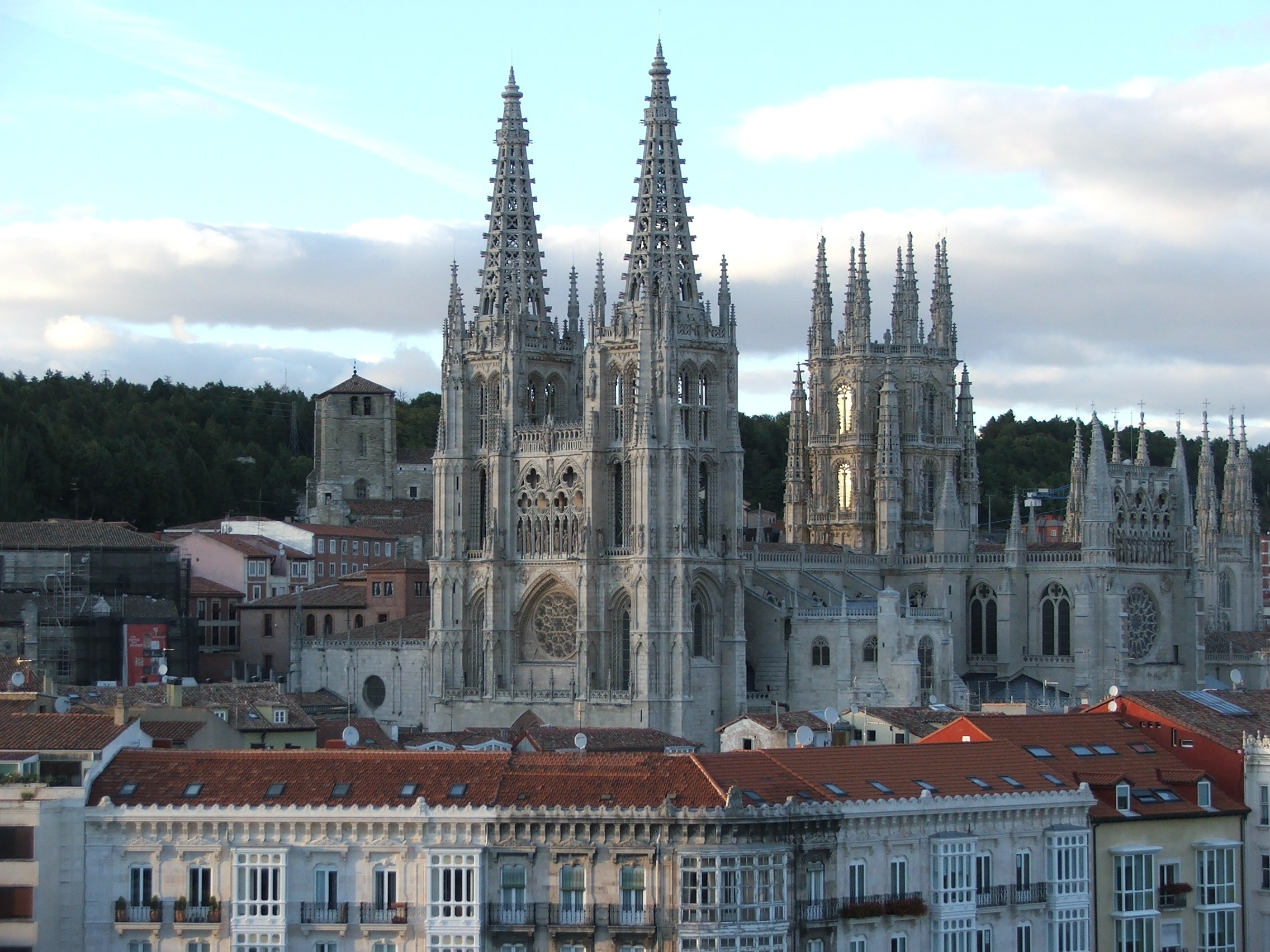
Catedral da Virgem Maria

O desenho da fachada principal está relacionado com o clássico gótico francês das grandes catedrais (Paris ou Reims). Consiste em três corpos encimados por duas torres laterais com planta quadrada. Agulhas perfuradas com influência germânica foram adicionadas no século XV e são obra de Juan de Colônia. No exterior destacam-se também as capas do Sarmental e da Coronería, góticas do século XIII, e a capa da Pellejería, com influências renascentistas-platerescas do século XVI. A elevação interior do templo toma como referência a Catedral de Bourges.
Nas duas torres (90 m), em meados do século XV, Juan de Colonia erguia as agulhas ou torres piramidais de base octogonal e finos calados que formavam definitivamente a silhueta da catedral. Suas progênies suevo-alemãs coincidiram com o projeto da catedral de Colônia, que poderia ser aprendido pelo mestre Juan, embora as torres da cidade alemã não tenham sido feitas até o século XIX. Numerosos são os tesouros arquitetônicos, esculturais e pictóricos de seu interior.